# Британская хоккейная лига
Британская хоккейная лига (англ. British Hockey League) — являлась главной британской хоккейной лигой в период с 1982 по 1996 год, до тех пор пока не была заменена Британской хоккейной суперлигой и Британской национальной лигой. Сама лига после ликвидации была разбита на две — Интер-Сити лигу, состоящую из команд юга Англии, и Северную лигу, состоящую из команд севера Англии и Шотландии.
В 1983 в лиге был один Премьер дивизион (англ. Premier Division). В 1986, в связи с расширением, появился ещё один дивизион — Первый дивизион (англ. Division One). В 1987 году появился ещё и третий дивизион, названный Первый английский дивизион (англ. English Division One). Первый английский дивизион откололся от лиги в 1992 году.

## Чемпионы Премьер дивизиона
83/84 Данди Рокетс
84/85 Дарем Васпс
85/86 Дарем Васпс
86/87 Мэрайфилд Рэйсерс
87/88 Мэрайфилд Рэйсерс
88/89 Дарем Васпс
89/90 Кардифф Девилз
90/91 Дарем Васпс
91/92 Дарем Васпс
92/93 Кардифф Девилз
93/94 Кардифф Девилз
94/95 Шеффилд Стилерс
95/96 Шеффилд Стилерс